# Adam Krzysztofiak
Adam Krzysztofiak (ur. 21 stycznia 1951 w Zakopanem, zm. 16 stycznia 2008 tamże) – polski skoczek narciarski, dwukrotny olimpijczyk, dwukrotny uczestnik mistrzostw świata, czterokrotny mistrz Polski. Wielokrotnie startował w zawodach o Puchar Przyjaźni, Puchar Tatr, Puchar Beskidów oraz w Spartakiadach Armii Zaprzyjaźnionych.

## Przebieg kariery
Adam Krzysztofiak był synem Amelii, z domu Sitarz, i Stanisława, skoczka narciarskiego i trenera w SN PTT Zakopane. Stanisław zapisał syna do klubu, a jego pierwszym trenerem był Andrzej Marusarz. Po raz pierwszy Krzysztofiak na arenie międzynarodowej zaprezentował się na ME juniorów w roku 1968 we Francji. Zaczął go wtedy szkolić Janusz Fortecki. Rok później skakał na MEJ w szwedzkim Bollnäs, gdzie wywalczył brązowy medal, którego na miejscu gratulował mu król Gustaw Adolf. Po tym sukcesie został dołączony do seniorskiej kadry narodowej. Już wtedy słynął z niemal idealnego lądowania. Jako junior łącznie sześć razy zostawał mistrzem Polski.
W 1970 pojechał na mistrzostwa świata, które odbywały się w Wysokich Tatrach. Na skoczni normalnej zajął 41. miejsce. Na obiekcie dużym nie wystąpił, wskutek uderzenia w ratrak po skoku treningowym. W pokazowym konkursie drużynowym polska reprezentacja w składzie Tadeusz Pawlusiak, Stanisław Gąsienica-Daniel, Józef Przybyła, Krzysztofiak zajęła 5. pozycję (startowało 18 ekip). Wystąpił potem też na mamucim obiekcie w Vikersund, gdzie był czwarty. Podczas mistrzostw Polski na skoczni normalnej i dużej zdobył dwa brązowe medale.
W swoim premierowym występie w Turnieju Czterech Skoczni w sezonie 1970/71 wystartował w trzech konkursach, plasując się ostatecznie na 58. pozycji. Po raz pierwszy został mistrzem kraju. Wygrał też Memoriał Bronisława Czecha i Heleny Marusarzówny.
W 1972, po zakończeniu Turnieju Czterech Skoczni, w którym zajął 46. pozycję, pojechał na zawody XI Olimpiady Zimowej do Sapporo. Zajął tam 24. miejsce na skoczni normalnej i 29. na dużej. Wystąpił też w MŚ w lotach w Planicy, gdzie był 26. Po powrocie do kraju został mistrzem Polski na skoczni dużej i brązowym medalistą na normalnej. Rok później zdobył kolejny brązowy medal.
W 1974 zajął 33. miejsce w Turnieju Czterech Skoczni. Zdobył też kolejny tytuł mistrza krajowego. Rok później skakał tylko w dwóch konkursach TCS, co dało mu ostatecznie dopiero 80. miejsce. Wygrał za to konkurs w Plavych. Skoczył 79 m i 82 m, otrzymał wysokie noty za styl i pokonał m.in. Garija Napałkowa i Hansa-Georga Aschenbacha. Podczas próby przedolimpijskiej w Seefeld zajął 4. miejsce (lądował na 71,5 m i 80 m). Na mistrzostwach świata w Falun był 23. Obronił też tytuł mistrza Polski na skoczni normalnej i zdobył srebro na dużej. Były to ostatnie medale Krzysztofiaka na mistrzostwach Polski.
W sezonie 1975/76 po raz ostatni wystąpił w TCS. Był wówczas 26. Na igrzyskach w Innsbrucku wypadł słabo, podobnie jak reszta polskiej drużyny. Na skoczni normalnej Krzysztofiak uplasował się na 38. miejscu.

## Po zakończeniu kariery
Krzysztofiak zaprzestał skakania w 1981 roku. Zamieszkał w Zakopanem. Przez 10 lat był trenerem w Wiśle-Gwardii Zakopane, prowadził także młodzież w Chochołowie, m.in. Roberta Mateję. Później ciężko zachorował, jedno z jego płuc było prawie niewydolne. W 2006 i 2007 zorganizowano akcje pomocy i zbiórki pieniędzy na leczenie Krzysztofiaka i Stanisława Bobaka pt. Pomóżmy olimpijczykom. Przedmioty na odbytą wówczas licytację oddali m.in. Wojciech Fortuna, Kamil Stoch i Józef Łuszczek. Adam Krzysztofiak zmarł 16 stycznia 2008 roku w Zakopanem. Został pochowany na cmentarzu przy ulicy Nowotarskiej w Zakopanem (kw. A3-1-26). Ostatnie dni jego życia pokazano w filmie dokumentalnym „315/420” w reżyserii Wojciecha Kusia.

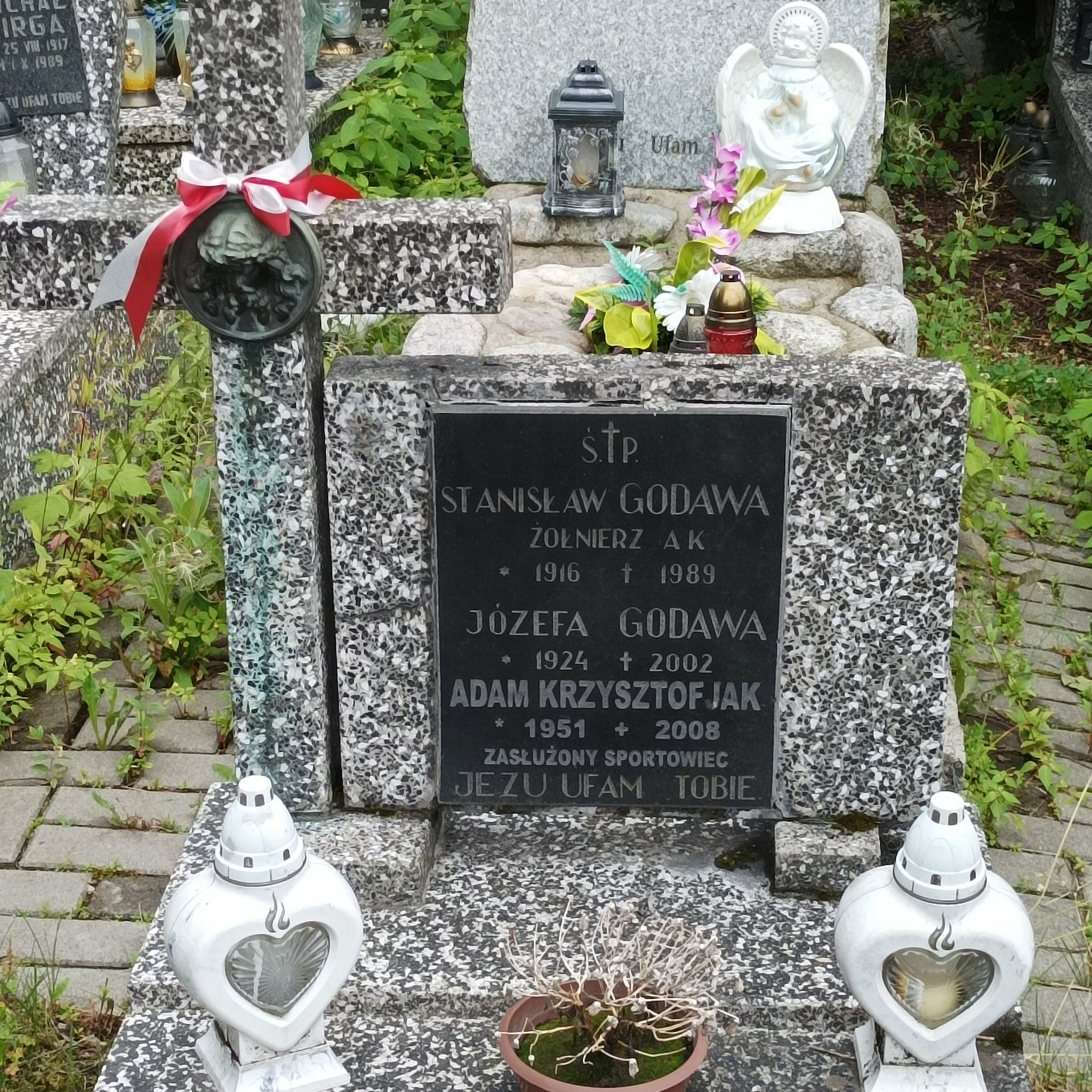
Grób Adama Krzysztofiaka na Nowym Cmentarzu w Zakopanem

## Osiągnięcia

### Igrzyska olimpijskie
| 1972 Sapporo   | – | 24. miejsce (K-86), 29. miejsce (K-110) |
| 1976 Innsbruck | – | 38. miejsce (K-84)                      |

#### Starty A. Krzysztofiaka na igrzyskach olimpijskich – szczegółowo
| Miejsce | Dzień     | Rok  | Miejscowość | Skocznia                   | Punkt K | Konkurs  | Skok 1 | Skok 2 | Nota       | Strata    | Zwycięzca             |
| ------- | --------- | ---- | ----------- | -------------------------- | ------- | -------- | ------ | ------ | ---------- | --------- | --------------------- |
| 24.     | 6 lutego  | 1972 | Sapporo     | Miyanomori                 | K-86    | indywid. | 75,5 m | 73,5 m | 207,3 pkt. | 36,9 pkt. | Yukio Kasaya          |
| 29.     | 11 lutego | 1972 | Sapporo     | Ōkurayama                  | K-110   | indywid. | 84,0 m | 85,0 m | 173,1 pkt. | 46,8 pkt. | Wojciech Fortuna      |
| 38.     | 7 lutego  | 1976 | Seefeld     | Toni-Seelos-Olympiaschanze | K-84    | indywid. | 72,0 m | 75,0 m | 205,8 pkt. | 46,2 pkt. | Hans-Georg Aschenbach |

### Mistrzostwa świata
| 1970 Wysokie Tatry | – | 41. miejsce (K-90)                     |
| 1974 Falun         | – | 23. miejsce (K-70), 25. miejsce (K-90) |

### Mistrzostwa świata w lotach narciarskich
| 1972 Planica | – | 26. miejsce |

### Turniej Czterech Skoczni
| 19. Turniej Czterech Skoczni |                        |            |               |       |
| Oberstdorf                   | Garmisch-Partenkirchen | Innsbruck  | Bischofshofen | klas. |
| 28                           | -                      | 11         | 13            | 58    |
| 20. Turniej Czterech Skoczni |                        |            |               |       |
| Innsbruck                    | Garmisch-Partenkirchen | Oberstdorf | Bischofshofen | klas. |
| 26                           | 84                     | 29         | 40            | 46    |
| 22. Turniej Czterech Skoczni |                        |            |               |       |
| Oberstdorf                   | Garmisch-Partenkirchen | Innsbruck  | Bischofshofen | klas. |
| 31                           | 21                     | 18         | 63            | 33    |
| 23. Turniej Czterech Skoczni |                        |            |               |       |
| Oberstdorf                   | Garmisch-Partenkirchen | Innsbruck  | Bischofshofen | klas. |
| 13                           | 44                     | -          | -             | 80    |
| 24. Turniej Czterech Skoczni |                        |            |               |       |
| Oberstdorf                   | Garmisch-Partenkirchen | Innsbruck  | Bischofshofen | klas. |
| 35                           | 36                     | 32         | 26            | 26    |

### Mistrzostwa Polski
- czterokrotny mistrz Polski: 1971 (K-90), 1972, 1974, 1975 (K-70)[4]
- wicemistrz Polski: 1975 (K-90)[4]
- czterokrotny brązowy medalista MP: 1969, 1973 (K-70), 1969, 1972 (K-90)[4].

### Inne
- Memoriał Bronisława Czecha i Heleny Marusarzówny 1971 – 1. miejsce.